# Jakub Vágner
Jakub Vágner (Praga, 24 dicembre 1981) è un biologo, conduttore televisivo e musicista ceco.

## Biografia
È conosciuto prettamente per il programma Fish Warrior, in onda da diversi anni su National Geographic Channel, dove Jakub gira il mondo alla ricerca di pesci tanto rari quanto giganteschi. Detiene pure diversi record del Guinness dei primati.